# Zoniagrion exclamationis
Zoniagrion exclamationis är en trollsländeart som först beskrevs av Selys 1876.  Zoniagrion exclamationis ingår i släktet Zoniagrion och familjen dammflicksländor. Inga underarter finns listade i Catalogue of Life.
Denna flickslända förekommer i västra Förenta staterna i delstaten Kalifornien. Den lever i skogar och träskmarker. Arten hittas ofta vid små vattendrag eller dammar.
För beståndet är inga hot kända. Hela populationen anses vara stabil. IUCN kategoriserar arten globalt som livskraftig.

## Bildgalleri

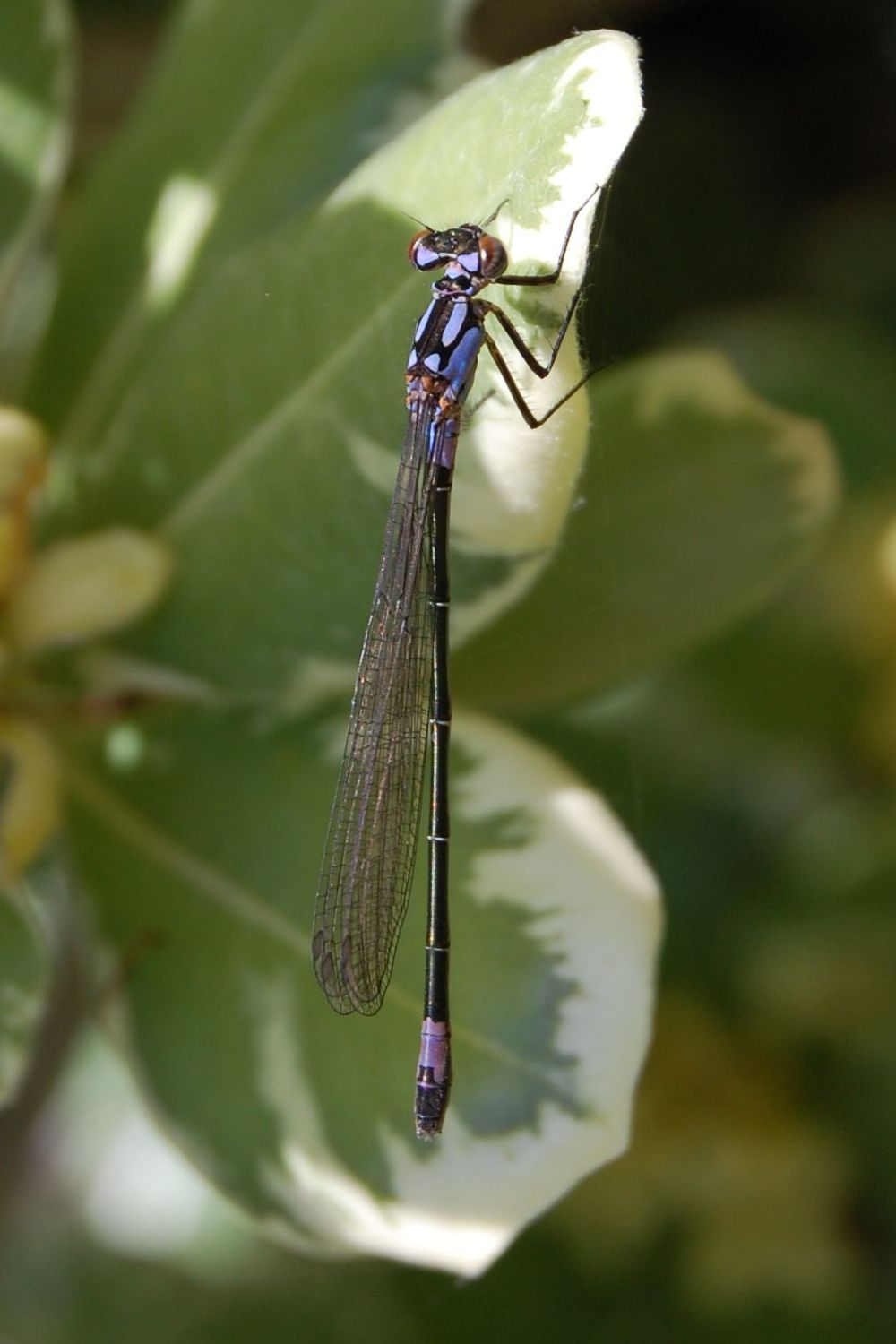
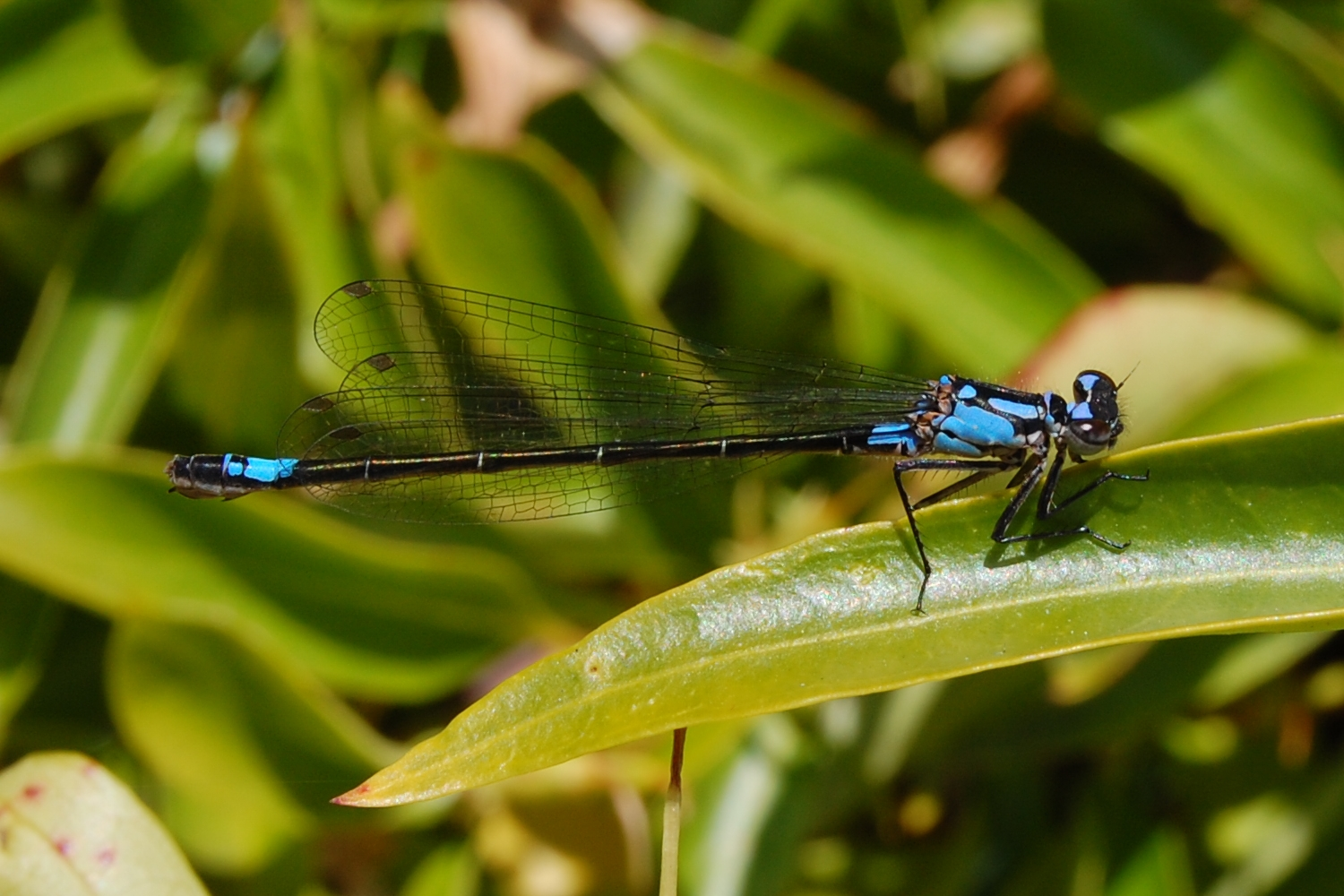
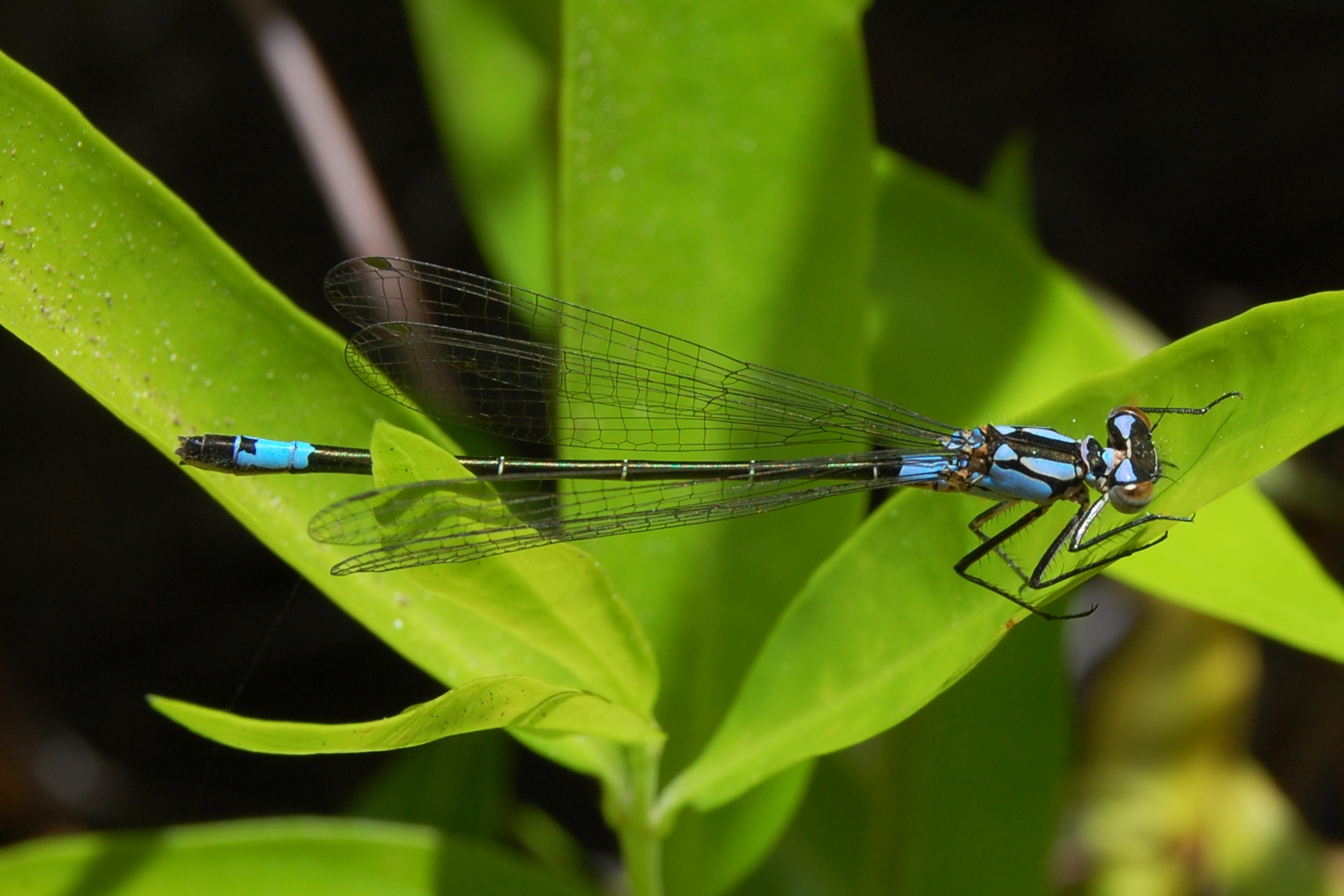
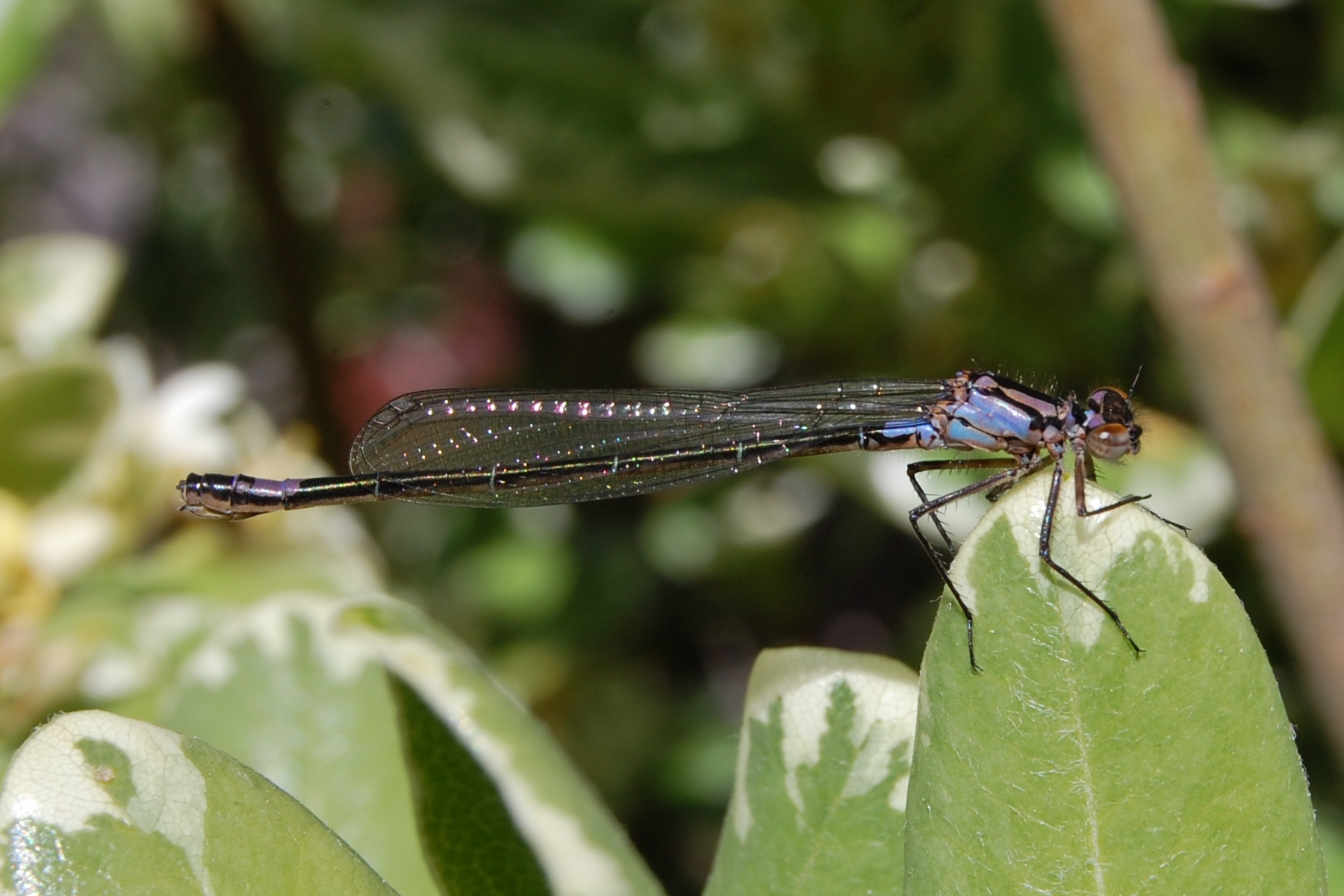
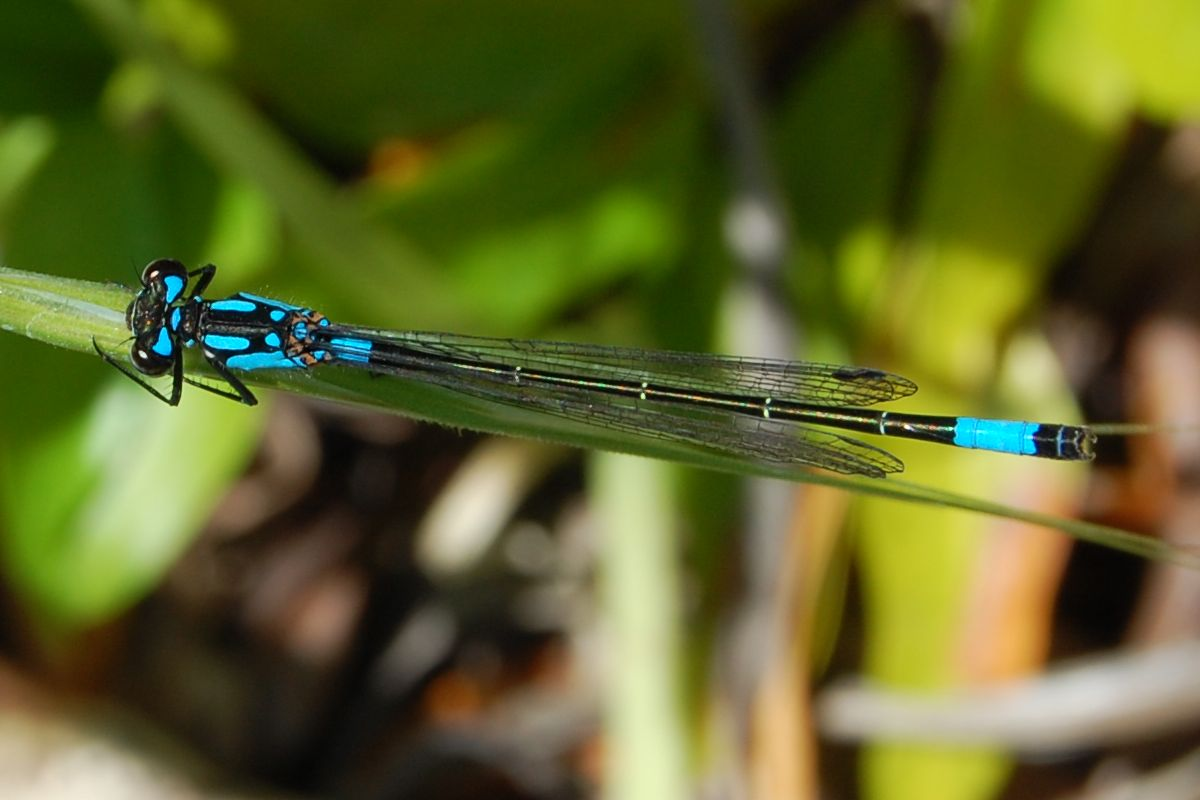
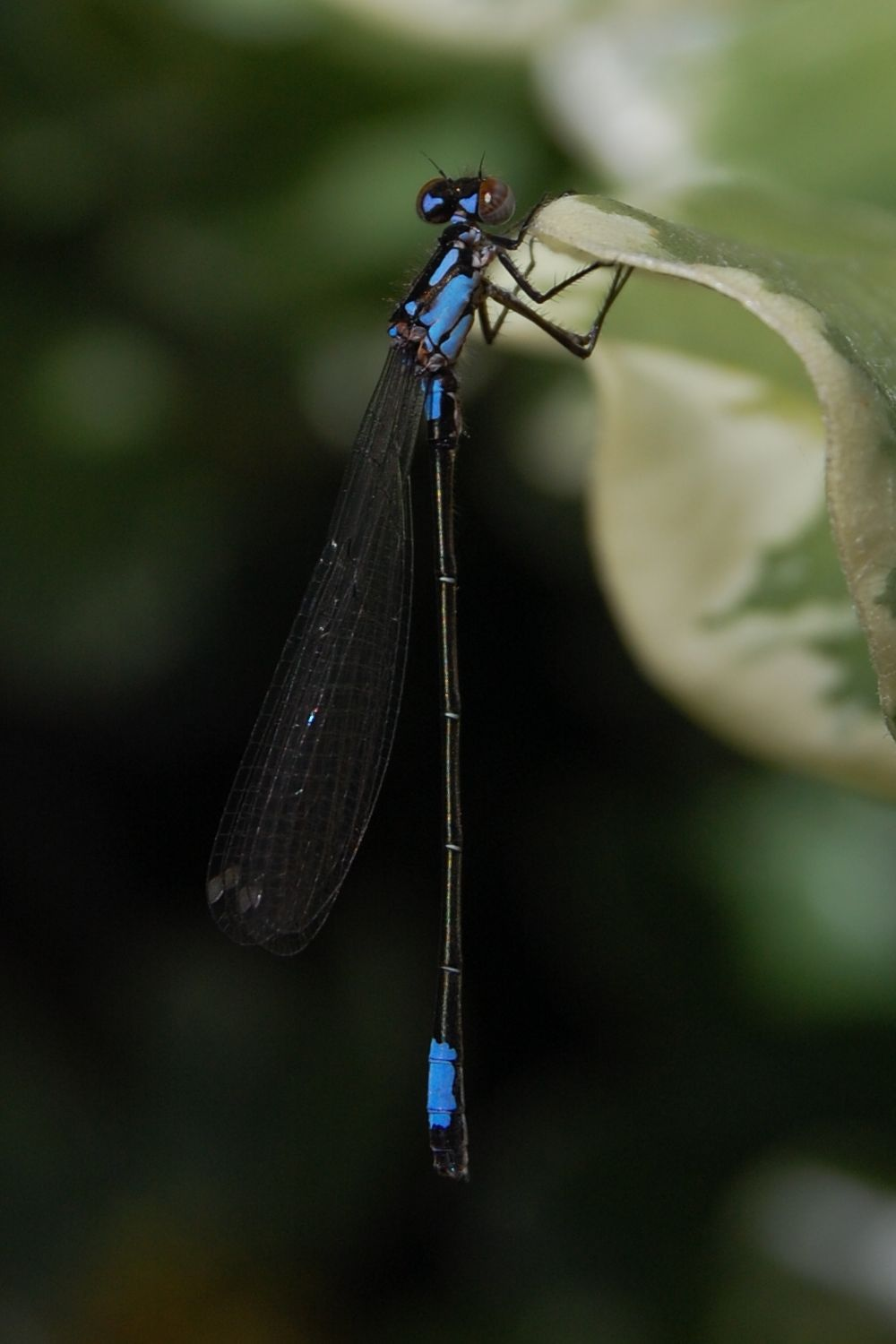